# Hyllestad
Hyllestad este o comună din provincia Sogn og Fjordane, Norvegia.